# (74257) 1998 SR79
(74257) 1998 SR79 – planetoida z pasa głównego asteroid okrążająca Słońce w ciągu 4,02 lat w średniej odległości 2,53 j.a. Odkryta 26 września 1998 roku.